# Сан Лука (Торино)
Сан Лука је насеље у Италији у округу Торино, региону Пијемонт.
Према процени из 2011. у насељу је живело 144 становника. Насеље се налази на надморској висини од 649 м.